# P. Mobil
P. Mobil (Вечный двигатель) является одной из самых популярных венгерских хард-рок групп. Большая часть участников его первого состава ранее входила в группы «Haus Byrds» (1967—1969) и «Gesarol» (1969—1973). В 1980 году совместно с группами «Beatrice» и «Hobo Blues Band» приняла участие в протестных концертах против государственной системы и подверглась репрессиям со стороны члена комитета по цензуре Венгерской Звукозаписывающей Компании Петера Эрдёша.

## Состав

### Лидер группы
- Лорант Шустер

### Вокал
- Дьёрдьи Хусар 1973—1974
- Миклош Сереньи 1973—1974
- Дьюла Викидаль 1973—1976, 1976—1979 (перешёл в Dinamit)
- Габор Сегвари 1976
- Петер Туньоги 1979—1997 (из группы Beton)
- Джо Рудан 1997—2007
- Ласло Бараньи с 2008 года

### Гитара
- Шандор Бенчик 1973—1980 (перешёл в P. Box)
- Габор Лендьель 1974—1976 (перешёл в Kati és a kerek perec)
- Вильмош Шарвари с 1980
- Ференц Торноцки-младший 2001—2009

### Бас
- Ласло Лошо (также лидер вокал) 1973—1974 (перешёл в Non-Stop)
- Ласло Кекеши 1974—1997
- Эгон Пока 1997—1998, 1999—2009
- Петер Либер 1998
- Андраш Складаньи 1998—1999
- Даниэль Тарнаи с 2009

### Клавишные
- Иштван Черхати 1977—1980 (перешёл в P. Box)
- Андраш Цеффер 1980—1997
- Дьюла Папп 1998—1999, 2009—2013
- Янош Фогараши 2000—2001
- Петер Сабо с 2013

### Ударные, перкуссия
- Андраш Пота 1973—1974 (перешёл в Generál), 1995
- Зольтан Пальмаи 1974—1978 (из группы Theátrum)
- Иштван Марецки 1978—1983, 1994
- Андраш Дьениже 1983
- Тибор Донаси 1983—1985 (перешёл в Edda Művek)
- Дежё Дёме 1994—1995
- Габор Немет 1995—1998, 2001—2009
- Матьяш Сакадати 2009
- Жольт Себеледи с 2009

## Дискография

### Студийные альбомы
- 1981 — Mobilizmo
- 1983 — Heavy Medal
- 1984 — Honfoglalás
- 1994 — Ez az élet, Babolcsai néni!
- 1998 — Kutyából szalonna
- 2009 — Mobileum
- 2014 — Farkasok Völgye Kárpát-Medence

### Сборник
- 1993 — Stage Power (двойной CD) (все песни из первых трех альбомов)